# Hausrotschwanz
Der Hausrotschwanz (Phoenicurus ochruros) ist eine Singvogelart aus der Familie der Fliegenschnäpper (Muscicapidae). Er ist etwas kleiner als der Haussperling und vor allem an seinem rostorangen Schwanz und dem ansonsten dunklen Gefieder zu erkennen.
Hausrotschwänze sind Nischenbrüter und waren ursprünglich ausschließlich im Gebirge beheimatet. Erst seit ungefähr 250 Jahren ist die Art im Tiefland verbreitet und auch in Siedlungsgebieten in der Nähe des Menschen anzutreffen. Die Nahrung besteht hauptsächlich aus Insekten, die von einer Warte aus meist am Boden, seltener auch in der Luft, gefangen werden. Der Gesang des Hausrotschwanzes ist charakteristisch, da der Mittelteil eher einem kratzenden Geräusch ähnelt. Er zählt tageszeitlich zu den ersten gesangsaktiven Vögeln.
Die Hausrotschwänze West- und Mitteleuropas sind Kurzstreckenzieher und überwintern vorwiegend im Mittelmeerraum. Sie verlassen dabei als eine der letzten wegziehenden Arten das Brutgebiet und kehren früh im Jahr bereits zurück. Der Hausrotschwanz wird als ungefährdet eingestuft und gehört zu den Singvogelarten, deren Bestände in Europa gegen Ende des 20. Jahrhunderts deutlich zugenommen haben und weiterhin stabil sind.
Der Hausrotschwanz wurde in Deutschland zum Vogel des Jahres 2025 gewählt.

## Aussehen und Merkmale
Der Hausrotschwanz ist mit einer Körperlänge von 14 bis 15 Zentimetern geringfügig kleiner und vor allem schlanker als der Haussperling. Das namengebende Kennzeichen der Gattung sind die rostorange gefärbten Oberschwanzdecken und Schwanzfedern, wobei beim Hausrotschwanz das mittlere Steuerfederpaar dunkelbraun ist. Dieses Merkmal ist in allen Kleidern sowohl beim Männchen als auch beim Weibchen vorhanden. Der braunschwarze Schnabel ist verhältnismäßig lang, an der Basis breit und von recht langen Schnabelborsten umkränzt. Die schwarzen, schlanken Beine sind auffallend lang, die Sitzhaltung ist aufrecht. Charakteristisch für die Art sind auch das häufige Knicksen und Schwanzzittern. Das Gewicht liegt zwischen 14 und 20 Gramm, im Mittel bei 16,2 Gramm. Die Flügel sind relativ lang, die Flügellänge mitteleuropäischer Vertreter der Art reicht von 85 bis 91 Millimetern, die Spannweite beträgt ungefähr 26 Zentimeter.

### Federkleid und Mauser

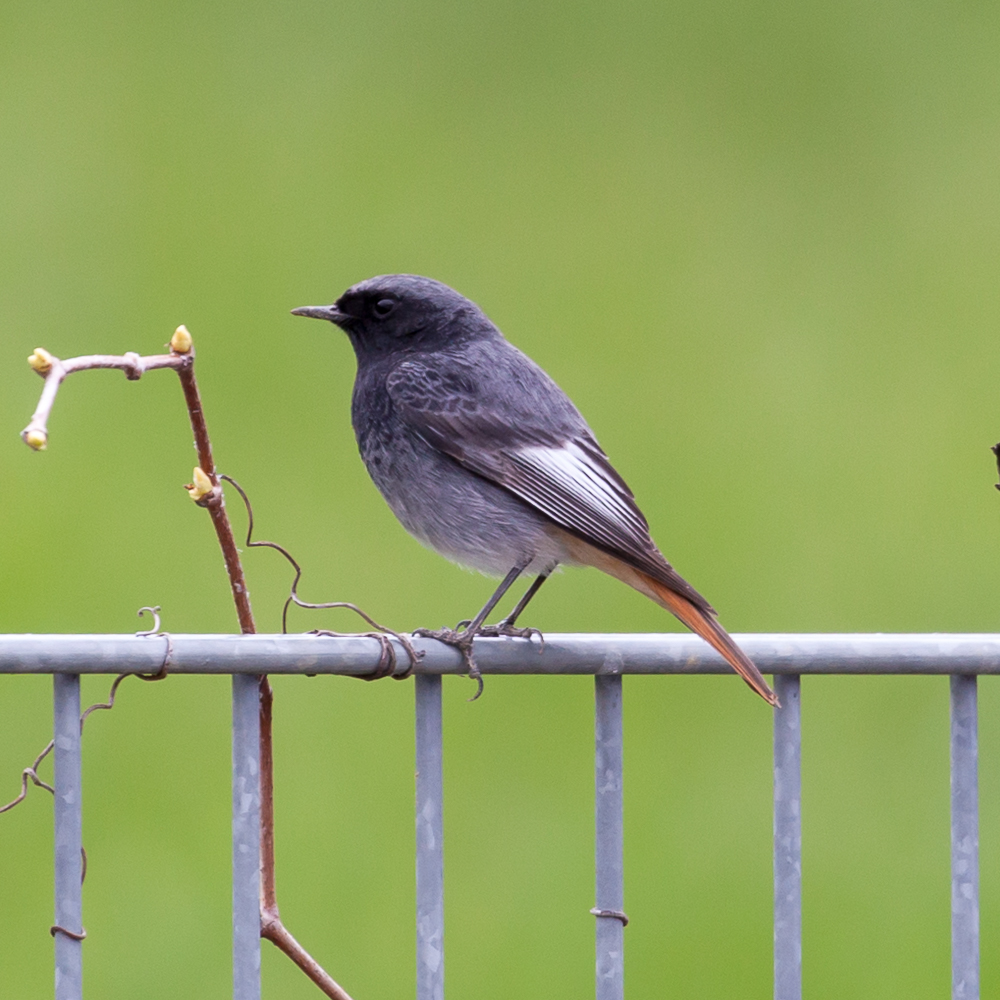
Männchen mit gut erkennbarem weißen Flügelspiegel

Wie alle Rotschwänze ist der Hausrotschwanz geschlechtsdimorph. Die Oberseite adulter Männchen ist zur Brutzeit dunkel schiefergrau. Die Stirn ist schwarz, manchmal mit einem weißen Stirnfleck. Zügel, Wangen und die Unterseite vom Kinn bis zum Bauch sind schwarz, die Unterseite ist heller und grauer. Die dunkelbraungrauen Hand- und Armschwingen haben einen weißen Saum, der bei den mittleren Armschwingen besonders deutlich ist und einen weißen Flügelspiegel bildet. Dieser ist nur beim sitzenden Vogel sichtbar und kann im Sommer kaum mehr erkennbar sein. Im Herbst und Winter wirken die Männchen durch graue Federsäume insgesamt etwas heller.

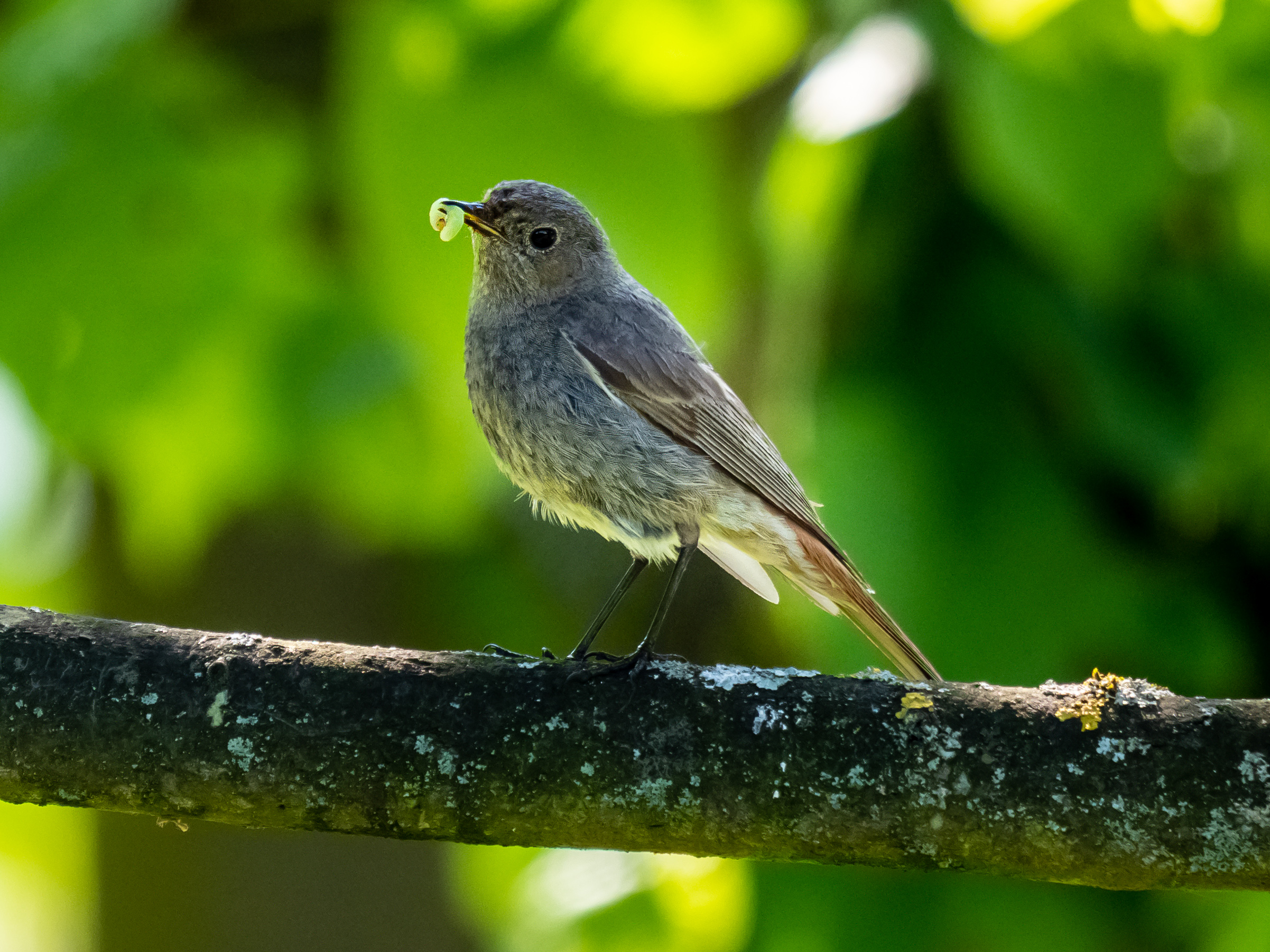
Futtertragendes Weibchen

Weibchen sind deutlich unscheinbarer gefärbt als Männchen. Bürzel und Oberschwanzdecken erscheinen gegenüber dem Männchen weniger leuchtend und eher rotbraun als rostorange. Oberseits sind die Weibchen einheitlich graubraun gezeichnet, nur Mittel- und Unterbauch sind verwaschen grauweiß und damit heller.

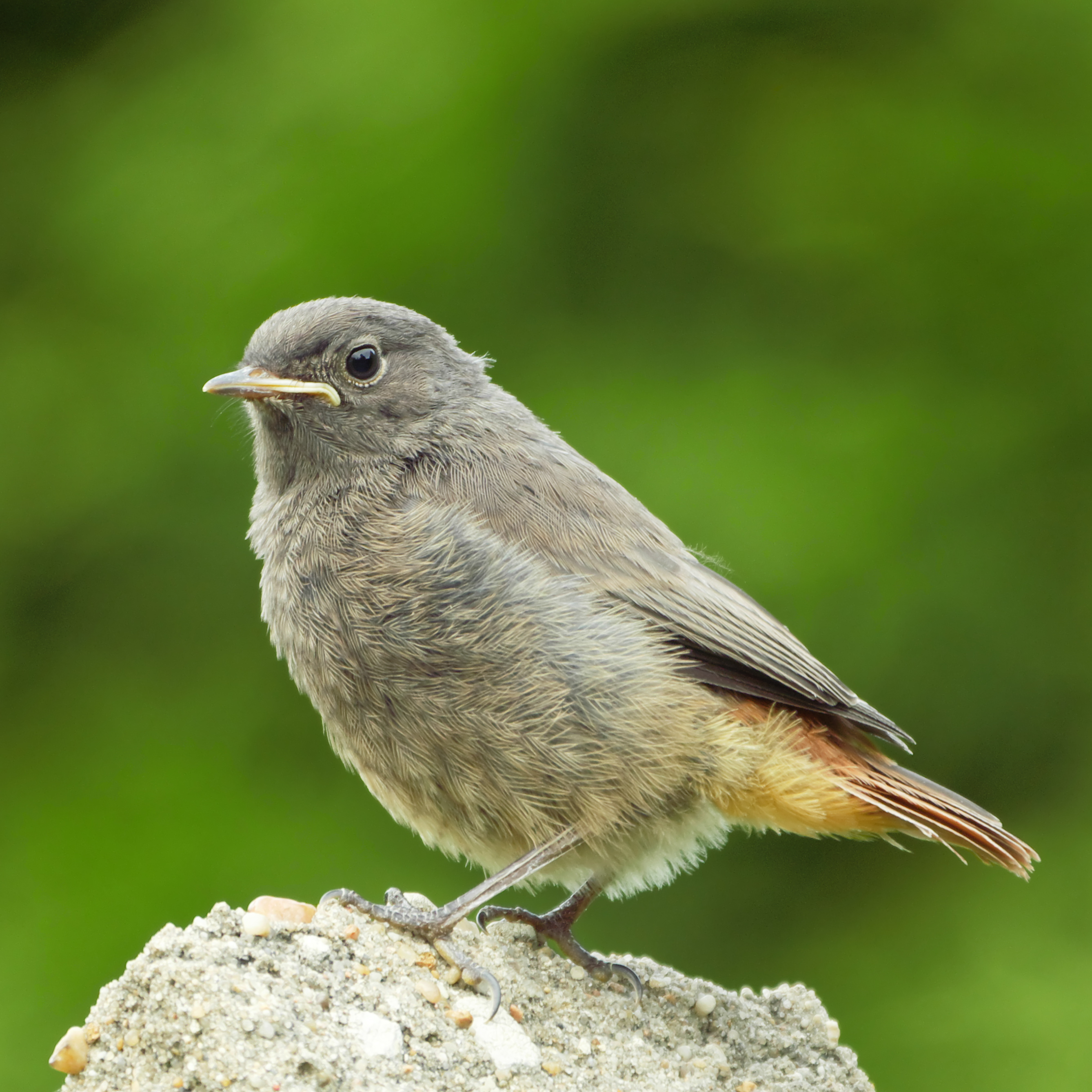
Jungvogel

Jungvögel sehen wie Weibchen aus, die Unterseite ist jedoch scheckiger und stärker gewölkt. Nach der Jugendmauser, bei der nur ein Teil des Gefieders gewechselt wird, sind die jungen Weibchen im Feld nicht mehr von Altvögeln zu unterscheiden. Auch ein Großteil der Männchen sieht im ersten Lebensjahr noch immer wie Weibchen aus, denn der Hausrotschwanz weist eine verzögerte Gefiederreifung (engl. delayed plumage maturation) auf. Dieses Phänomen ist bei Singvogelarten mit sexuell unterschiedlicher Färbung nicht ungewöhnlich. Eine Besonderheit beim Hausrotschwanz ist, dass nicht alle der einjährigen Männchen diese verzögerte Gefiederreifung mit dem auch als cairei-Morphe bezeichneten „Hemmungskleid“ zeigen. Die anderen einjährigen Männchen, etwa 15 Prozent, zeigen das „Fortschrittskleid“ – die paradoxus-Morphe. Sie ähneln damit schon stark adulten Männchen, ihnen fehlen aber die weißen Flügelspiegel und die dunklen, schwärzlichen Flügelfedern der Mehrjährigen.
Die Jahresmauser ist eine Vollmauser in der für Singvögel üblichen Abfolge und findet in Mitteleuropa zwischen Mitte Juli und Mitte Oktober statt. Die Dauer der Handschwingenmauser beträgt 50 Tage und liegt im für Kurzstreckenzieher normalen Bereich.

### Stimme

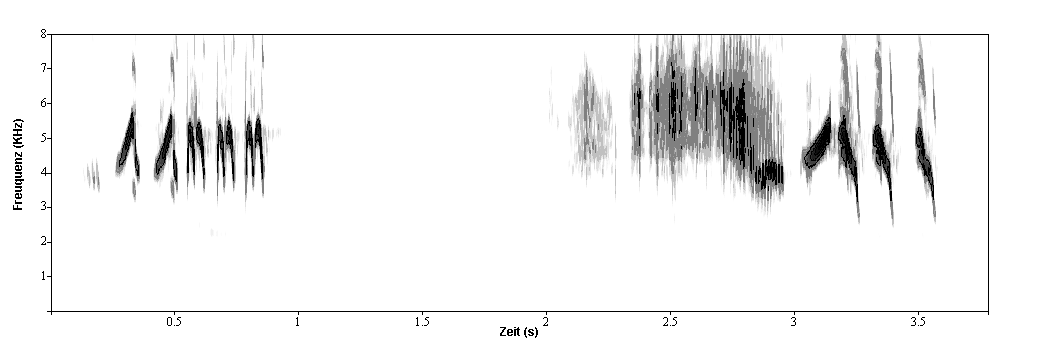
Sonagramm einer Gesangsstrophe (Hörbeispiel; WAV; 167 kB)

Der Reviergesang besteht im Regelfall aus einer klar in drei Abschnitte gegliederten Strophe, die 2,5 bis etwa 4 Sekunden dauern kann. Der Anfangsabschnitt klingt etwas mühsam und gepresst und lässt sich ungefähr mit „jirr tititi“ wiedergeben, wobei die Lautstärke gegen Ende hin zunimmt. Nach einer Pause von ungefähr einer Sekunde folgt der charakteristische kratzende, geräuschartige Mittelteil, der in den wieder deutlich modulierten Schlussteil übergeht – etwa wie „krchrch-tütititi“. Diese Strophe kann mehrfach aneinander gereiht werden. Der Schlussteil und auch der Mittelteil werden gelegentlich weggelassen, die Tendenz zu unvollständigen Strophen nimmt gegen Ende der Saison zu. Variationen treten vor allem im Schlussteil auf, wobei es geografische sowie intra- und interindividuelle Unterschiede gibt. Bei den zentralasiatischen Rassen ist der Gesang deutlich einförmiger, weil bei diesen der Anfangs- und Schlussteil aus identischen Elementen besteht. Wie bei Versuchen mit Klangattrappen gezeigt werden konnte, wird diese Form des Gesangs auch von den europäischen Artgenossen noch erkannt, was auf den einheitlichen Aufbau des Anfangsteils zurückzuführen ist.
Neben dem Gesang sind am häufigsten zwei Rufe zu hören, die oft auch kombiniert werden und beide als Kontakt-, Alarm- oder Erregungsruf Verwendung finden. Dies ist zum einen ein kurzes, nach oben gezogenes „huid“, „fit“ oder „sit“, zum anderen ein schnalzendes, aggressiv klingendes „tk-tk“ oder „tuc-tuc“. Besonders letzterer Ruf wird bei Annäherung von Bodenfeinden schnell gereiht vorgetragen.

### Unterscheidung von Haus- und Gartenrotschwanz
In Europa brütet neben dem Hausrotschwanz der nahe verwandte Gartenrotschwanz (Phoenicurus phoenicurus). Adulte Männchen des Gartenrotschwanzes sind zur Brutzeit an der weißen Stirn, der schwarzen Gesichtsmaske und der rostorangen statt braungrauen Unterseite leicht zu unterscheiden. Schwieriger ist die Unterscheidung der Weibchen, die der Gartenrotschwänze unterscheiden sich von weiblichen Hausrotschwänzen durch die helle, meist weißlich-isabellfarbene Kehle und die deutlich hellere rostorange bis isabellbraune Unterseite.

## Verbreitung, Wanderungen und Lebensraum

### Verbreitung
Der Hausrotschwanz hat als einzige Rotschwanzart ein Verbreitungsgebiet, das von den zentralasiatischen Gebirgsregionen westwärts bis in die Bergregionen des Mittelmeerraums und Europas sowie in die gemäßigten Tieflandregionen Nordost-, Mittel- und Westeuropas reicht.

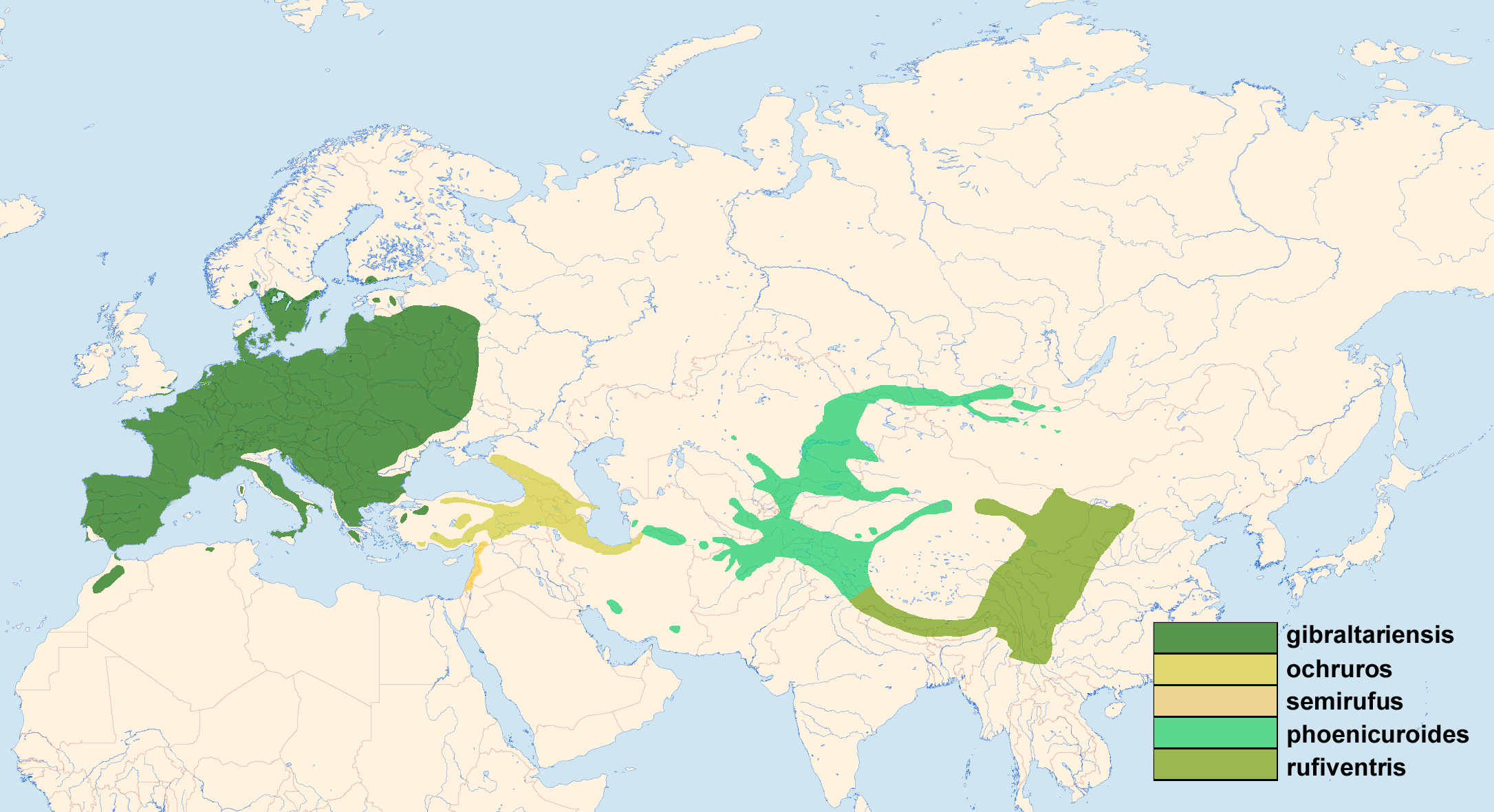
Brutgebiet des Hausrotschwanzes, differenziert nach Unterarten

Die Ostgrenze des Verbreitungsgebiets liegt etwa bei 111° östlicher Länge in China. Die Vorkommen im Nordosten, d. h. in der Mongolei und im Süden Russlands, sind durch die nördlichen zentralasiatischen Gebirgszüge geprägt und dürften bis in die Quellregion des Jenissei bei 52° nördlicher Breite reichen. Weiter in westlicher Richtung wird die Nordgrenze des Brutareals von Gebirgsausläufern und den Vorbergen Mittelasiens geprägt und verläuft vom Altai-Gebirge bis zum Hindukusch grob in südwestlicher Richtung. Im Süden verläuft die Verbreitungsgrenze über die Südabdachung des Himalayas zum Hindukusch.
Die Tiefländer, Steppen und Halbwüsten Turkmeniens und Usbekistans unterbrechen das Brutgebiet des Hausrotschwanzes, erst im Kopet-Dag- und Elburs-Gebirge und dem Kaukasus tritt die Art wieder auf, isolierte inselartige Vorkommen existieren auch im Südiran.
Im Mittelmeerraum ist der Hausrotschwanz ebenfalls überwiegend auf die Gebirgslagen beschränkt. Im Südwesten reicht das Brutgebiet bis zum Hohen Atlas, im östlichen Mittelmeerraum bis ins Libanongebirge. Erst seit Mitte des 18. Jahrhunderts hat sich die Art in den Mittelgebirgsregionen und auch im Tiefland in Europa nach Norden hin ausgebreitet, während die Karpaten, die Alpen, das Zentralmassiv und die Pyrenäen wohl seit längerem besiedelt sind. Seit dieser Zeit hat der Hausrotschwanz ein Gebiet von schätzungsweise 1,6 Millionen Quadratkilometern neu erobert. Die Nordgrenze der Verbreitung reicht in Europa nun bis 65° nördlicher Breite, die Art brütet beispielsweise in Südengland, Südschweden, Lettland und seit 1966 auch im Südwesten Finnlands. Die Eroberung von Tieflandregionen hat in Europa auch in den letzten Jahren des 20. Jahrhunderts noch angehalten, Brutnachweise gibt es beispielsweise vereinzelt in den Küstengebieten Mittelfinnlands und im Wolgatiefland bei Kasan. Die Besiedlungsdichte ist allerdings in den Gebirgslagen deutlich höher als im Tiefland.

### Wanderungen

Verbreitung des Hausrotschwanzes:
Brutgebiete
Ganzjähriges Vorkommen
Migration
Überwinterungsgebiete

Die Hausrotschwänze der Westpaläarktis sind spät wandernde Kurzstreckenzieher und überwintern überwiegend im Mittelmeerraum bis an den Nordrand der Sahara und bis zur Sinai-Halbinsel. Die nördliche Grenze des regelmäßigen Überwinterungsgebiets entspricht grob der 7,5–10 °C Januarisotherme.
Die Populationen der Südwestpaläarktis sind überwiegend Standvögel, können aber auch über relativ kurze Strecken aus den Bergregionen in die nahegelegenen Tiefländer abwandern. Stärker von den Brutgebieten getrennt sind die Überwinterungsareale der Hausrotschwänze Zentralasiens und des Westhimalayas. Diese überwintern von den Tiefebenen Nordwestindiens und Pakistans über den Südiran, die Arabische Halbinsel bis ins Hochland von Äthiopien und Somalia. Das Winterquartier der Populationen des östlichen Himalayas, Tibets und Westchinas reicht von Nordburma bis Südindien.
Der Wegzug der mitteleuropäischen Hausrotschwänze beginnt im letzten Septemberdrittel, das Zugmaximum tritt Anfang bis Mitte Oktober auf, und der Zug klingt im November langsam aus. Vereinzelt werden mitteleuropäische Hausrotschwänze auch im Winter im Brutgebiet beobachtet, die Zahl der Beobachtungen scheint bislang aber unbedeutend. Es ist allerdings nicht auszuschließen, dass die milden Winter der letzten Jahre eine schrittweise Änderung des Wanderverhaltens zur Folge haben könnten.
Der Heimzug nach Mitteleuropa beginnt schon ab Januar, die ersten Vögel treffen Ende Februar in den Brutgebieten ein. Mitte März ist der Heimzug am lebhaftesten, in Ost- und Nordeuropa treffen die letzten Heimkehrer erst Anfang Juni ein. Nicht selten schießt ein Teil der Vögel über das Ziel hinaus. Insbesondere Jungvögel wurden regelmäßig in Schottland oder sogar bis 69° nördlicher Breite in Norwegen beobachtet. Solche Zugwegprolongationen dürften ein wesentlicher Faktor bei der Arealausweitung des Hausrotschwanzes gewesen sein. Während die Reviertreue mehrjähriger Vögel sehr stark ist, kehren einjährige Hausrotschwänze praktisch nie an den Geburtsort zurück. Auch dieser erhebliche Dispersionsdrang dürfte bei der Neueroberung von Lebensräumen eine Rolle spielen.
Einen Großteil ihres Weges legen Hausrotschwänze offenbar in für Singvögel typischem Breitfrontzug zurück, die Höhenzüge des Schweizer Jura haben allerdings eine deutliche Leitlinienwirkung. Die Frage nach den Anteilen von Tag- und Nachtzug ist nach wie vor umstritten. Einerseits zeigen Vögel in Gefangenschaft im Herbst sprunghaft ansteigende nächtliche Zugunruhe, andererseits weisen Fangergebnisse im Jura und an Alpenpässen überwiegend tagsüber gerichtete Fortbewegungen nach. Vermutet wird, dass in der frühen Phase des Zuges der Hausrotschwanz sich tagsüber in einer Art „Schleichzug“ fortbewegt, bei der er unterwegs relativ viel Zeit für das Jagen aufwendet. Wenn später weite Strecken zurückzulegen sind, zieht er hingegen nachts – wie andere insektivoren Zugvögel – mit anschließender Tagesrast in insektenreichen Gebieten.

### Lebensraum

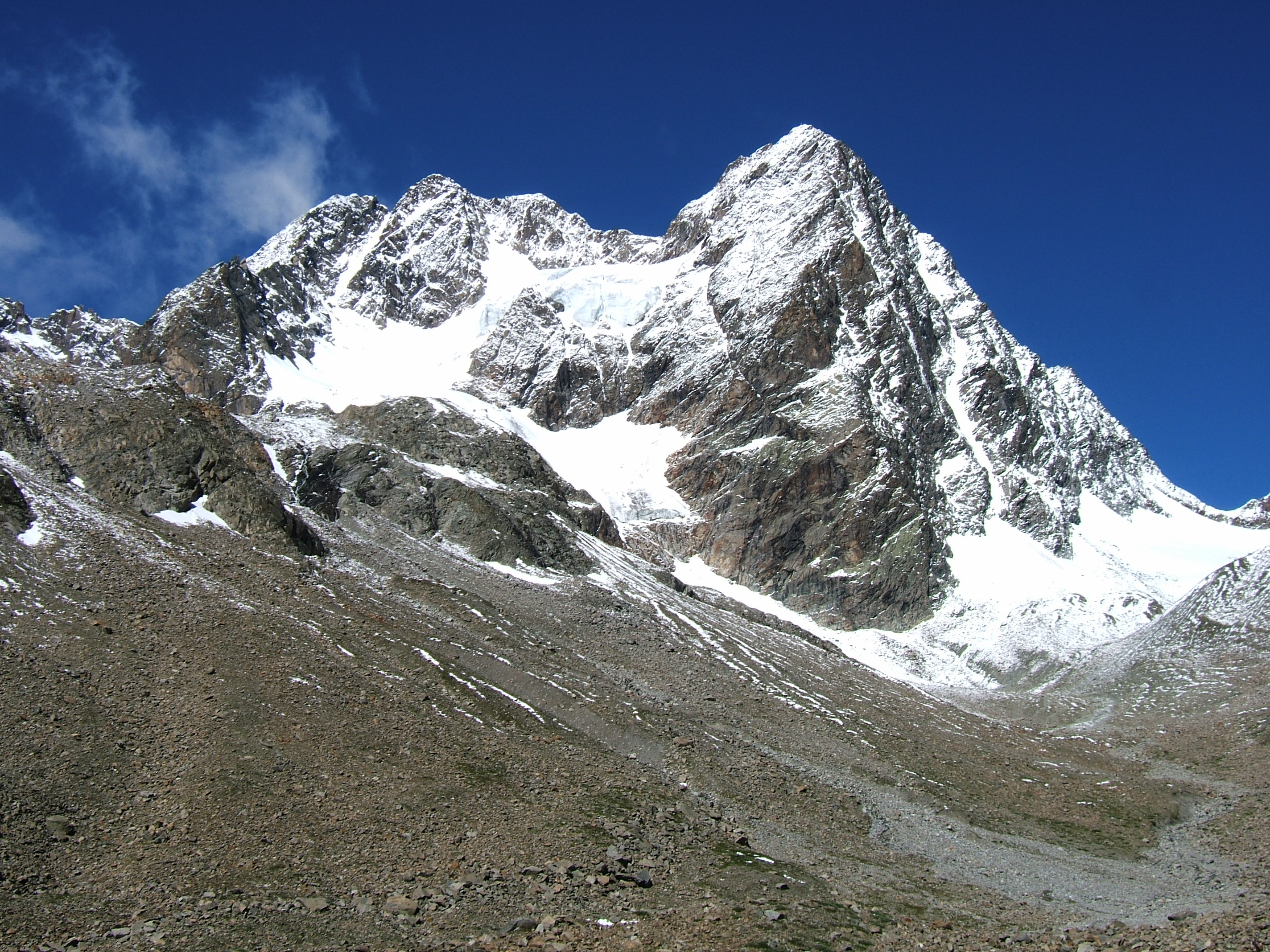
Lebensraum des Hausrotschwanzes in der alpinen Stufe am Fuße der Watzespitze in den Ötztaler Alpen

Als einzige Vogelart der Westpaläarktis besiedelt der Hausrotschwanz alle Höhenstufen von Meereshöhe bis in die alpine, sporadisch sogar bis in die untere nivale Höhenstufe. Schon die Primärhabitate der Art umfassen eine breite Palette trockener bis feuchter Berg- und Felsregionen, zudem besiedelt der Hausrotschwanz inzwischen eine Vielzahl vom Menschen geschaffener Lebensräume.
Allen Primärhabitaten gemeinsam ist der offene, weitgehend übersichtliche Charakter sowie das Fehlen höherer, dichter Vegetation. Diese Lebensräume weisen zumindest einzelne Felsen oder Blöcke auf, die als Brutplätze oder Warten wichtig sind. Die klimatischen und orografischen Rahmenbedingungen der Primärhabitate unterscheiden sich erheblich. Beispiele sind sanfte, spärlich bewachsene, mit Geröll bedeckte Berghänge und Kuppen in der Mongolei, steile Schluchten und Hänge mit angrenzenden Hochgebirgs-Halbwüsten in den Trockentälern des inneren Himalaya oder auch felsige Hochmatten und Blockhalden an Gletscherrändern in den Hochgebirgen Europas und Asiens. Brutnachweise gibt es in den Alpen bis 3200 m am Gornergrat und im Himalaya bis etwa 5700 m.
Das Spektrum der vom Hausrotschwanz besiedelten Sekundärhabitate ist außerordentlich breit, der Zusammenhang zu den Primärhabitaten ist zwar nicht in allen Fällen offensichtlich, bei näherer Betrachtung aber erkennbar. Ein Schlüsselfaktor dieser Lebensräume ist die Existenz zumindest einzelner übersichtlicher, kurzrasiger oder vegetationsarmer Bereiche, die bevorzugt bejagt werden. Bei der Wahl der Neststandorte ist der Hausrotschwanz ausgesprochen flexibel und störungsunempfindlich. Es gibt Sekundärhabitate inner- und außerhalb menschlicher Siedlungen. Beispiele sind Kiesgruben, Steinbrüche, von Stützmauern durchzogene Weinberge und praktisch alle Typen von Wohn-, Gewerbe- und Industrieanlagen. In Europa dürften Siedlungen mittlerweile 90 Prozent des Gesamtbestands beherbergen.
Offene, übersichtliche Habitate werden auch nach der Brutzeit und während des Zuges als Rastplätze bevorzugt. Siedlungsvögel nutzen im Spätsommer ebenso umliegendes Kulturland, insbesondere Ackerbrachen und abgeerntete Maisfelder. Besonders beliebte Rastplätze während des Zuges sind Flussufer, vor allem bei Schlechtwetter. Ried- und Schilfgebiete hingegen werden trotz ihres Nahrungsreichtums und des offenen bis halboffenen Charakters gemieden.

## Nahrung und Nahrungserwerb

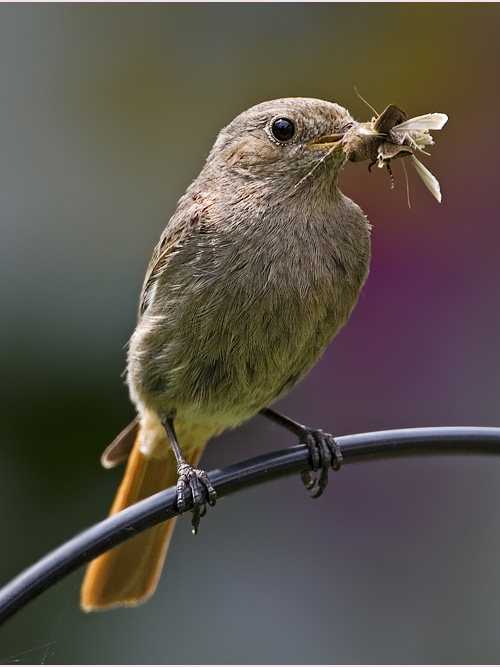
Weibchen mit Beute

Die Nahrung des Hausrotschwanzes besteht vor allem aus wirbellosen Kleintieren, aber auch pflanzliche Nahrung, insbesondere Beeren, spielt eine gewisse Rolle. Das Beutespektrum ist vielfältig, es umfasst mehr als 50 Insektenfamilien, verschiedene Spinnentiere – vor allem Webspinnen und Weberknechte – sowie verschiedene Arten weiterer vor allem bodenbewohnender Gliederfüßer und Schnecken. Die Größe der Beutetiere liegt hauptsächlich zwischen zwei und acht Millimetern. Daneben erbeutet der Hausrotschwanz gelegentlich auch Schmetterlingsraupen und Regenwürmer, die bis zu sieben Zentimeter lang sein können. Derartig große Beutetiere werden vor Verzehr oder Verfütterung gequetscht oder zerstückelt.
Der Verdauungstrakt des Hausrotschwanzes zeigt Anpassungen an tierische Nahrung. Ob die Beeren eine besondere physiologische Bedeutung haben oder ein entsprechendes Angebot nur opportunistisch ausgenutzt wird, ist umstritten.
Der Hausrotschwanz ist hauptsächlich ein Wartenjäger. Typisch ist dabei das Lauern auf am Boden befindliche Beutetiere von erhöhten Positionen, beispielsweise auf Steinen, Felsen, Pfosten oder Dächern, seltener Sträuchern oder Bäumen. Am häufigsten wird die Beute mit geradlinigen Sturzflügen erreicht, Richtungswechsel des fixierten Objekts kann der Hausrotschwanz kompensieren. Die Entfernung zur Beute liegt meist zwischen zwei und drei Metern, kann aber auch über zehn Meter betragen. Regelmäßig werden auch Fluginsekten erbeutet, der Luftraum ist aber von sekundärer Bedeutung. Auch den Rüttelflug setzt der Hausrotschwanz zum Nahrungserwerb ein und kann auch auf diese Weise Beutetiere an Felsen oder Gehölzen ablesen oder Beeren von Sträuchern pflücken.
Alternativ zur Wartenjagd sucht der Hausrotschwanz auf vielfältige Weise direkt am Boden nach Nahrung. Hierfür ist er mit seinen langen Läufen und gleich langen Innen- und Außenzehen gut angepasst. Meist bewegt er sich dabei hüpfend, seltener laufend fort. Zusammenfassend zeigt der Hausrotschwanz beim Nahrungserwerb eine hohe Flexibilität und vielfach opportunistisches Verhalten bei kurzfristig verfügbarer Nahrung – beispielsweise wird die gute Sichtbarkeit von Insekten nach Neuschneefall im Gebirge ausgenutzt.

## Verhalten

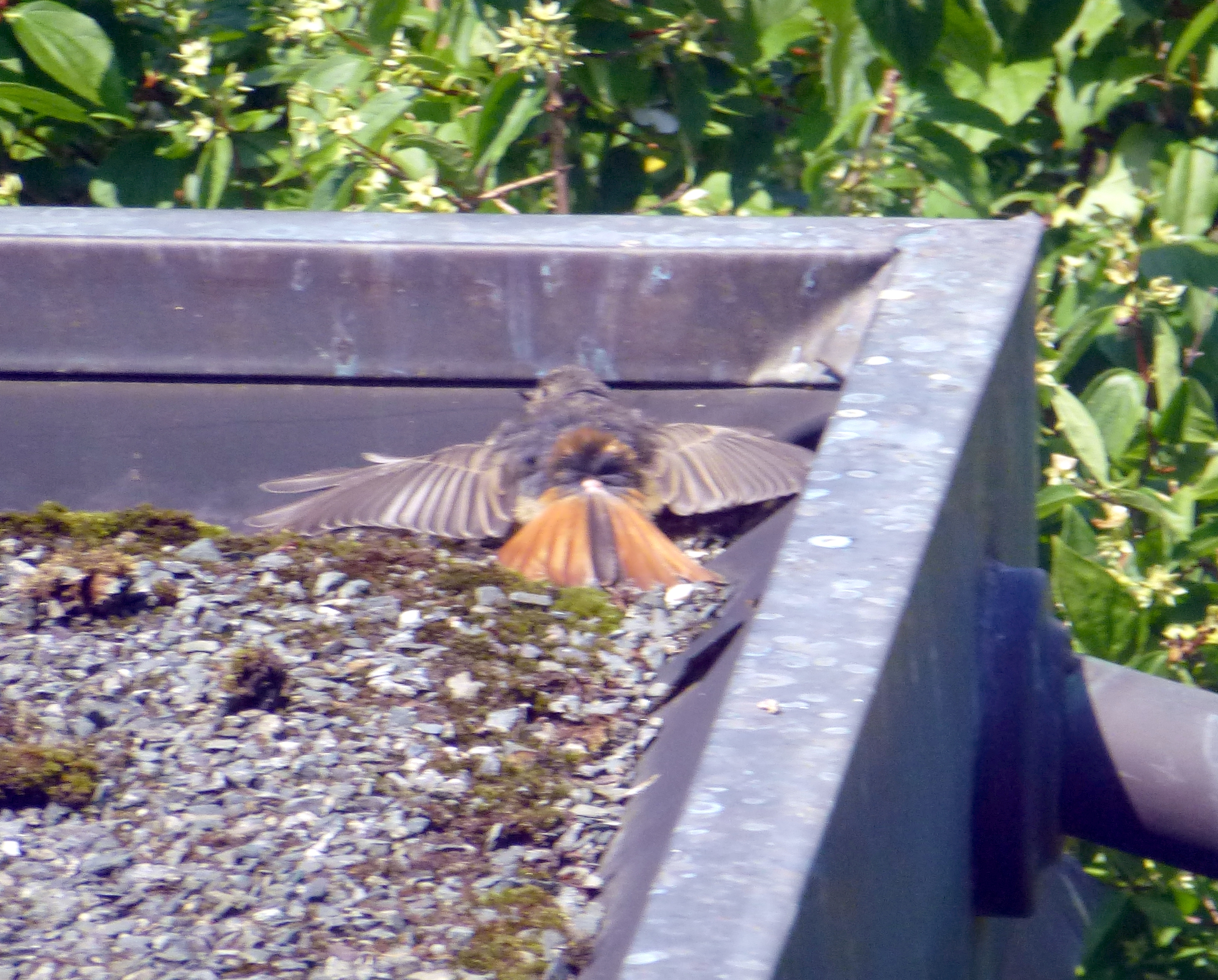
Hausrotschwanz beim Sonnenbad

Hausrotschwänze sind wenig soziale Vögel, auch außerhalb der Brutzeit sind sie bei der Nahrungssuche fast immer alleine. Nur während des Zuges bei Schlechtwetter oder bei lokalen Massierungen von Beute – beispielsweise an Flussufern – können kurzfristig lockere Verbände auftreten, aber selbst in solchen Fällen wird eine erhebliche Individualdistanz eingehalten.

### Aktivität und Komfortverhalten
In Mitteleuropa beginnen Hausrotschwänze von März bis Juni etwa eine, mitunter auch zwei Stunden vor Sonnenaufgang mit dem Gesang. Damit gehören sie mit den Amseln zu den frühesten morgendlichen Sängern, in den Alpen kann nur der Gesang des Steinschmätzers noch früher einsetzen. Besonders zu Beginn der Brutperiode kann der Hausrotschwanz mit kleinen Pausen bis in die späte Abenddämmerung ununterbrochen singen. Dabei gibt er bei gutem Wetter durchschnittlich mehr als 5000 Strophen von sich, die reine Gesangszeit liegt bei über sechs Stunden. Gelegentlich ist der Gesang auch nachts zu hören. Auch gibt es Berichte über Hausrotschwänze, die nachts an einer Straßenlaterne schwärmende Insekten fangen.
Besonders während der Mauser sieht man die Vögel beim Sonnenbaden, seltener sind Wasserbäder und nur ausnahmsweise Staubbäder zu beobachten.

### Territorialität und antagonistisches Verhalten
Der Zeitraum der Reviergründung durch die Hausrotschwanz-Männchen erstreckt sich in Mitteleuropa über einen Zeitraum von bis zu sechs Wochen nach Ankunft im Brutgebiet. Wie bei anderen Singvogelarten kommen die jungen Männchen später im Brutgebiet an und haben damit bei der Revierauswahl bereits einen Nachteil. Das Angebot an auffälligen Singwarten dürfte bei der Wahl des Reviers ein mindestens ebenso wichtiges Kriterium darstellen wie das Nistplatzangebot. Der Hausrotschwanz ist unter den Singvogelarten bei der Auswahl der Singwarten am selektivsten und bevorzugt die exponiertesten Plätze, typisch sind im Primärhabitat die höchsten verfügbaren Felsen oder im Sekundärhabitat die Giebelspitzen. Baumkronen werden auch genutzt, wenn auch äußerst selten. Diese Präferenz äußerst auffälliger, hoher Warten ist für einen vorwiegend am Boden nach Nahrung suchenden Vogel ungewöhnlich.
Für die Reviergröße in Sekundärhabitaten liegen die Angaben in der Literatur zwischen 0,35 und 7 Hektar. In einigermaßen geeigneten Lebensräumen dürften die Reviere aber kaum größer als 2 Hektar sein, die mittlere Größe liegt deutlich darunter. Für die Primärhabitate fehlen verlässliche Angaben, es ist jedoch davon auszugehen, dass die Reviere oft weit auseinander liegen und es weniger feste Reviergrenzen gibt.
Auf Konkurrenten im Randbereich der Reviere und auf Eindringlinge reagieren revierhaltende Hausrotschwänze deutlich und unmittelbar. Das Spektrum der Reaktionen reicht von Gesangsduellen über vorsichtige, schleichende Annäherung mit Drohgebärden bis zu aggressiven, überfallartigen Attacken. Gegenüber artfremden Mitbenutzern des Reviers hingegen zeigen sich Hausrotschwänze wenig aggressiv, selbst der verwandte Gartenrotschwanz wird meist geduldet. Vom größeren Steinschmätzer wird der Hausrotschwanz viel häufiger attackiert als umgekehrt.
Wie Weibchen gefärbte einjährige Hausrotschwanz-Männchen („Hemmungskleid“), die in ein Revier eines älteren Männchens eindringen, scheinen von den Revierinhabern genauso heftig attackiert zu werden, wie Eindringlinge im Adultkleid. Dies steht im Widerspruch zur „female mimicry“-Hypothese. Dieses von Sievert Rohwer und seinen Mitarbeitern 1980 veröffentlichte Erklärungsmodell über den adaptiven Wert schlichter Jugendkleider unterstellt, dass wie Weibchen gefärbte geschlechtsreife junge Männchen die überlegenen Älteren über ihren Status täuschen könnten und dadurch im Vorteil wären. Gegen diese These spricht auch, dass einjährige Männchen im „Hemmungskleid“ minderwertigere Reviere halten als die gleichaltrigen Männchen im „Fortschrittskleid“ und – vermutlich als Folge davon – auch seltener verpaart sind.
Auffällig beim Hausrotschwanz ist der Herbstgesang, der in Mitteleuropa nach der Mauser im September und Oktober zu hören ist. Er wird fast ausschließlich von adulten Männchen vorgetragen und bereitet bereits die Reviergründung der folgenden Brutsaison vor.

## Fortpflanzung

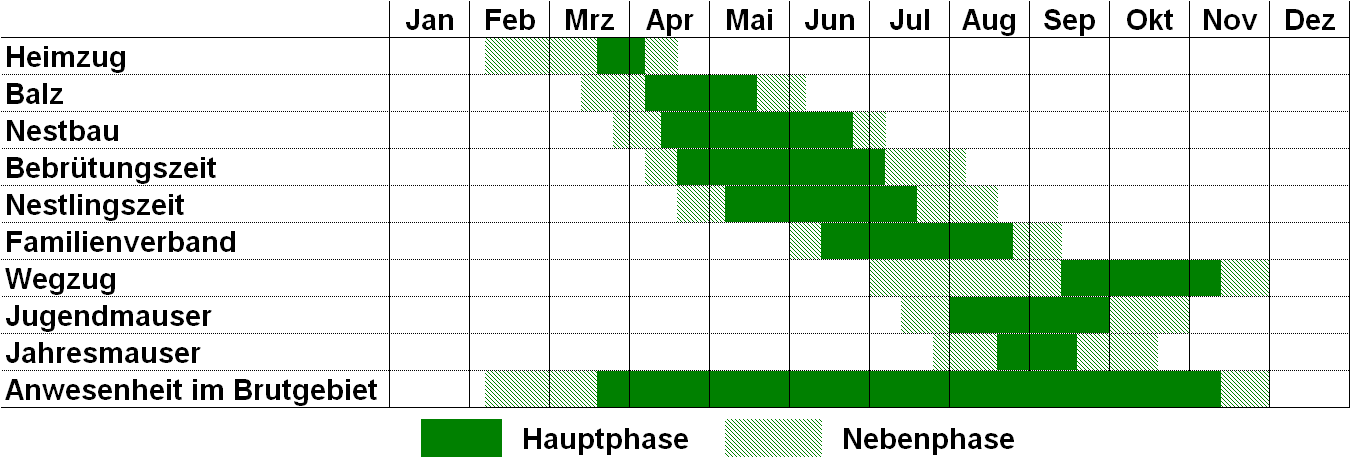
Jahreszyklus bezogen auf Baden-Württemberg (48° 30′ N)

Hausrotschwänze werden am Ende des ersten Lebensjahres geschlechtsreif, dies gilt auch für die wie Weibchen gefärbten Einjährigen im „Hemmungskleid“. Vertreter der Art führen vorwiegend eine monogame Saisonehe. Reviertreue und individuelle Präferenzen für bestimmte Reviere können aber auch dazu führen, dass die Partner eines Jahres im folgenden Jahr wieder gemeinsam Junge aufziehen. Polygynie wurde mehrfach nachgewiesen, einjährigen Männchen gelingt es dabei nur unter äußerst günstigen Bedingungen, zwei Weibchen zu erobern.
In weiten Teilen seines süd- und mitteleuropäischen Areals gelingen dem Hausrotschwanz zwei, seltener auch drei Jahresbruten. Infolge der asynchronen Ankunft im Brutgebiet besteht eine zeitliche Überschneidung der Erst- und Zweitbruten auch innerhalb einzelner Populationen. Die Häufigkeit der Zweitbruten variiert nach Höhenlage und Breitengrad. Zudem schaffen mehrjährige Männchen signifikant häufiger eine zweite Brut als Einjährige.

### Balz und Paarbildung
Die Weibchen, die in Mitteleuropa einige Tage bis zwei Wochen später als die Männchen im Brutgebiet eintreffen, entscheiden sich offenbar nicht sofort für einen Partner, sondern streunen mehrere Tage herum. Möglicherweise sammeln sie Informationen über Revierqualitäten und den Status potentieller Partner. In der frühen Paarbildungsphase sind ausgedehnte Verfolgungsjagden die auffälligste Verhaltensweise. In den Hetzpausen kommt es zu ritualisierten Imponier- und Balzgesten, in denen mehrjährige Männchen ihren Flügelspiegel zur Geltung bringen. Auch gemeinsame Inspektionen potentieller Nistplätze sind Vorbereitungen auf das Brutgeschehen.
Zu Beginn der Partnerbeziehungen werden Kopulationen durch längere Aufforderungs- und Imponiergesten eingeleitet, später in der Saison fordert das Weibchen kurz durch geduckte Körperhaltung und Flügelzittern zur Begattung auf. Die nur wenige Sekunden dauernden Kopulationen finden häufig an exponierten Stellen statt, beispielsweise auf Dachfirsten.

### Neststandort und Nest

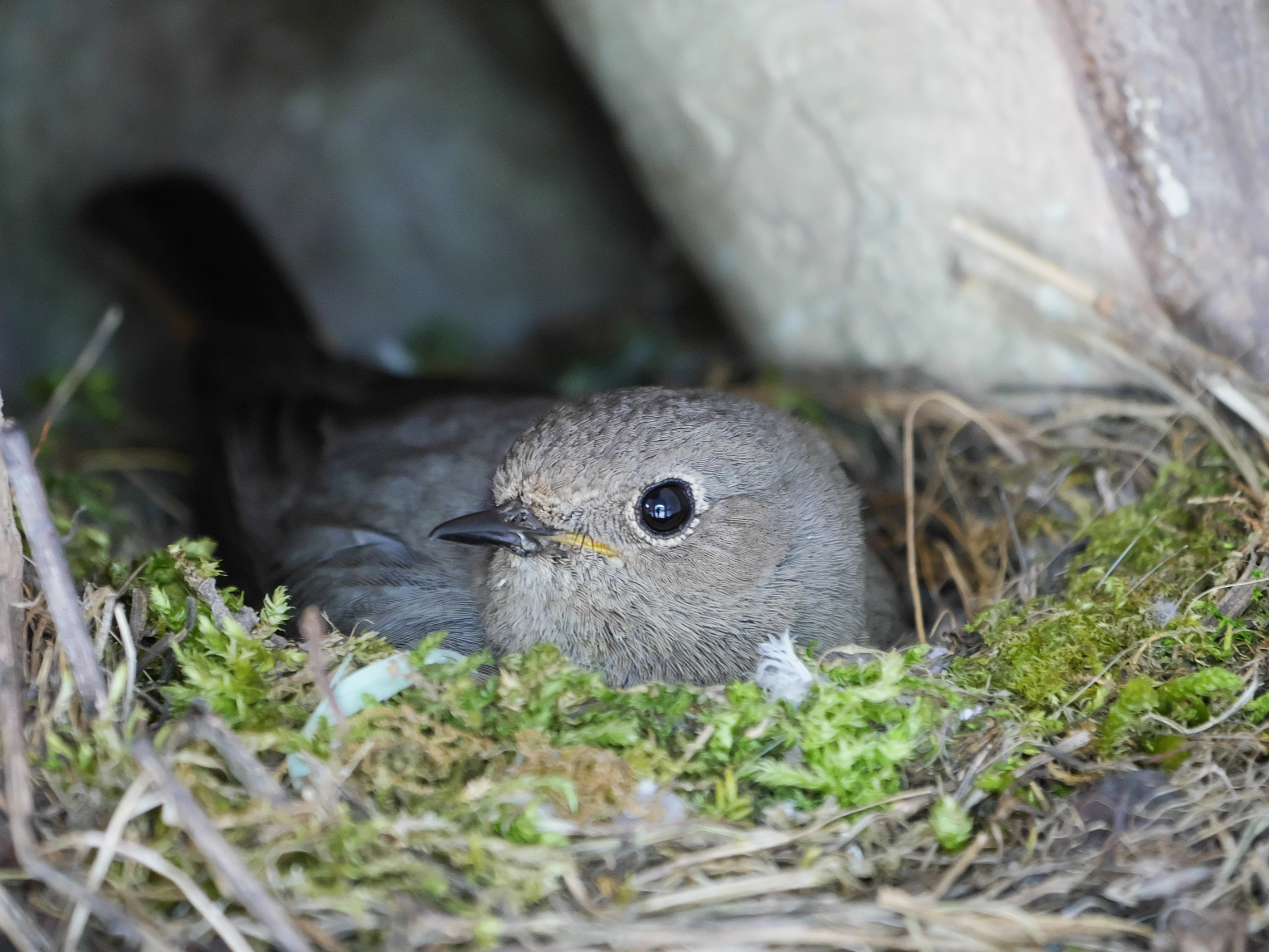
Brütendes Weibchen

Der Hausrotschwanz ist vorwiegend Nischen-, seltener auch Halbhöhlenbrüter. Im Primärhabitat dienen wie bei anderen Vögeln des Hochgebirges Felsspalten und -nischen als Neststandort. Im Siedlungsgebiet zeigt die Art eine erstaunliche Flexibilität bei der Nutzung von Niststandorten, zudem erweisen sich die Vögel als unempfindlich gegenüber Störungen, Lärm und Gestank. In der Literatur finden sich ausführliche Aufstellungen extremer Niststandorte – beispielsweise das Gestänge eines Generators, der täglich 10 bis 12 Stunden in Betrieb war und dessen Standort während der Jungenaufzucht wiederholt wechselte. Selbst bei den meisten Extremstandorten ist aber eine Vorliebe für etwas dämmrige, gut geschützte, überdachte oder abgedeckte Plätze erkennbar. Künstliche Nisthilfen werden gelegentlich angenommen, aber nicht bevorzugt.
Sowohl die Wahl des Nistplatzes als auch der Bau des Nests erfolgt fast ausschließlich durch das Weibchen. Nistmaterial wird meist im näheren Umkreis gesammelt. Dabei verstehen es die Weibchen, Größe und Umfang des Nests an die Gegebenheiten anzupassen, um die bestmögliche Wärmeisolation und Abschirmung zu erreichen. Das Nest ist ein recht voluminöser, solider Napf mit einer vergleichsweise tiefen Mulde. Unterbau, Außenrahmen und Mittelteil bestehen vor allem aus längeren, trockenen Halmen, daneben wird häufiger auch Moos verwendet, seltener kleinere Wurzelbestandteile, Flechten, Federn oder Papier. Für die Innenauspolsterung verwenden die Weibchen hauptsächlich Tierhaare und Federn, seltener Glaswolle oder Watte. Für die Zweitbrut wird meist ein neues Nest gebaut, andererseits werden mitunter schon für die Erstbrut vorjährige Nester wieder verwendet. Es gibt auch drei Jahresbruten, in Sachsen-Anhalt trifft dies im mehrjährigen Mittel bei 10 % der Brutpaare zu.

### Gelege und Brut

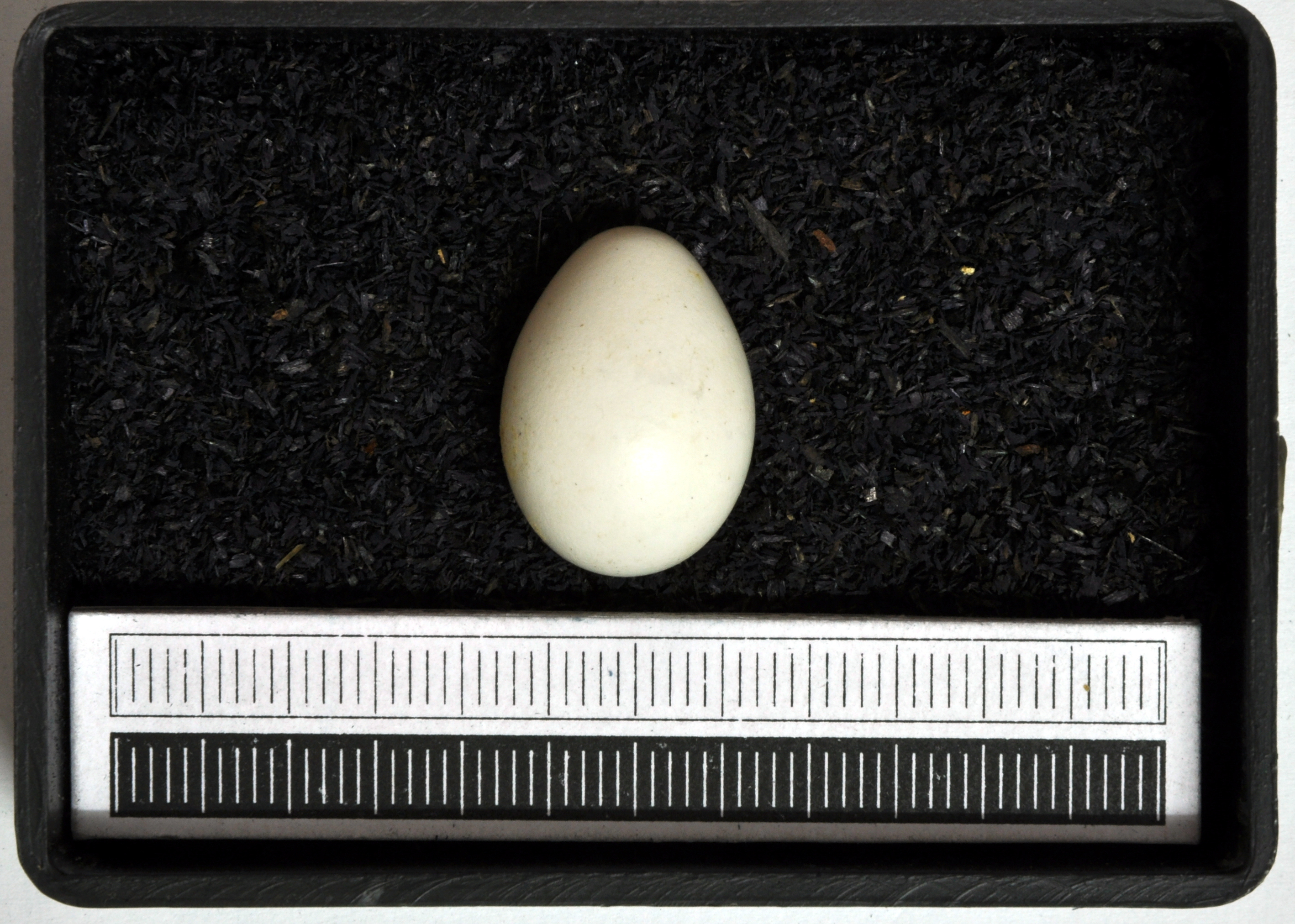
Ei, Sammlung Museum Wiesbaden

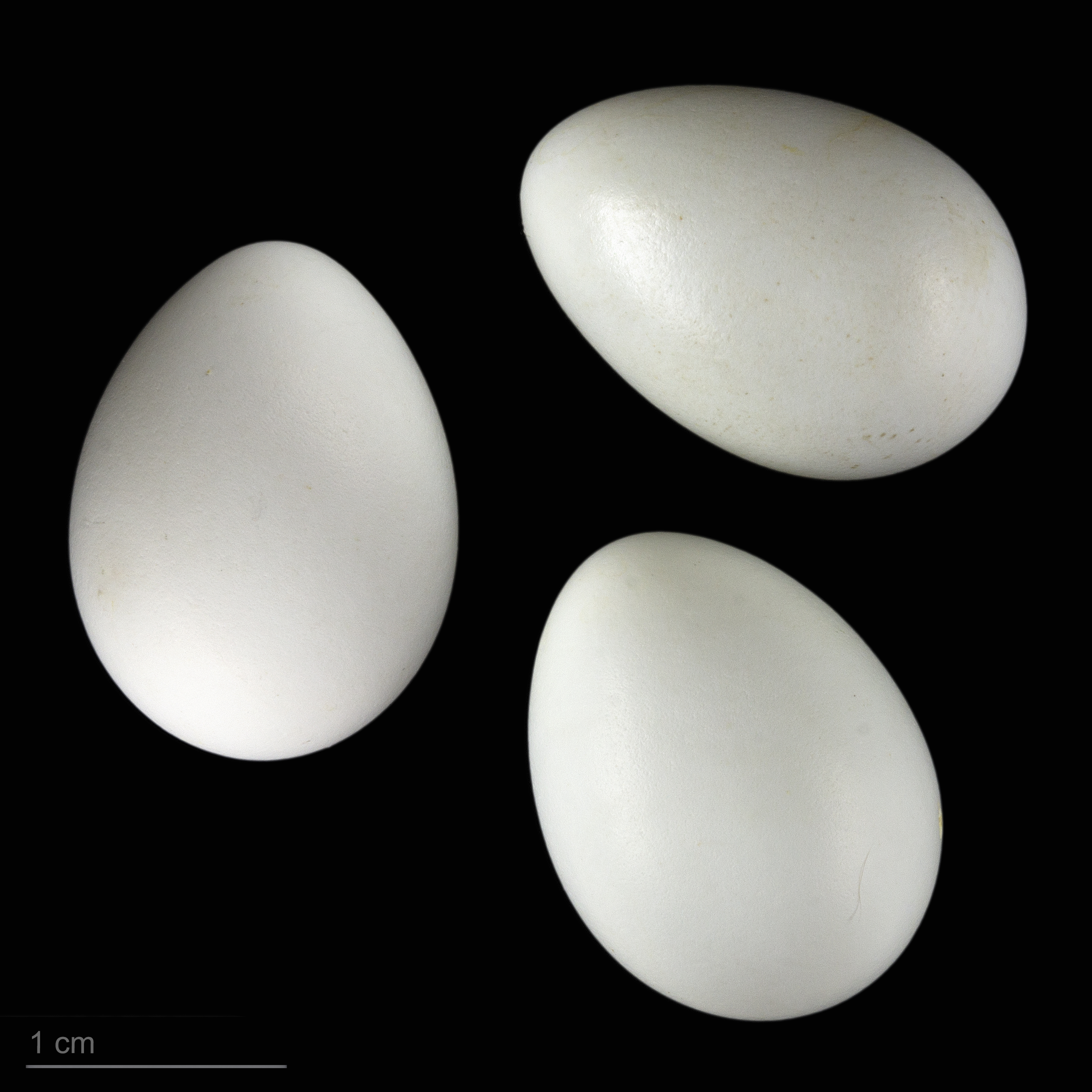
Phoenicurus ochruros, Sammlung Museum von Toulouse

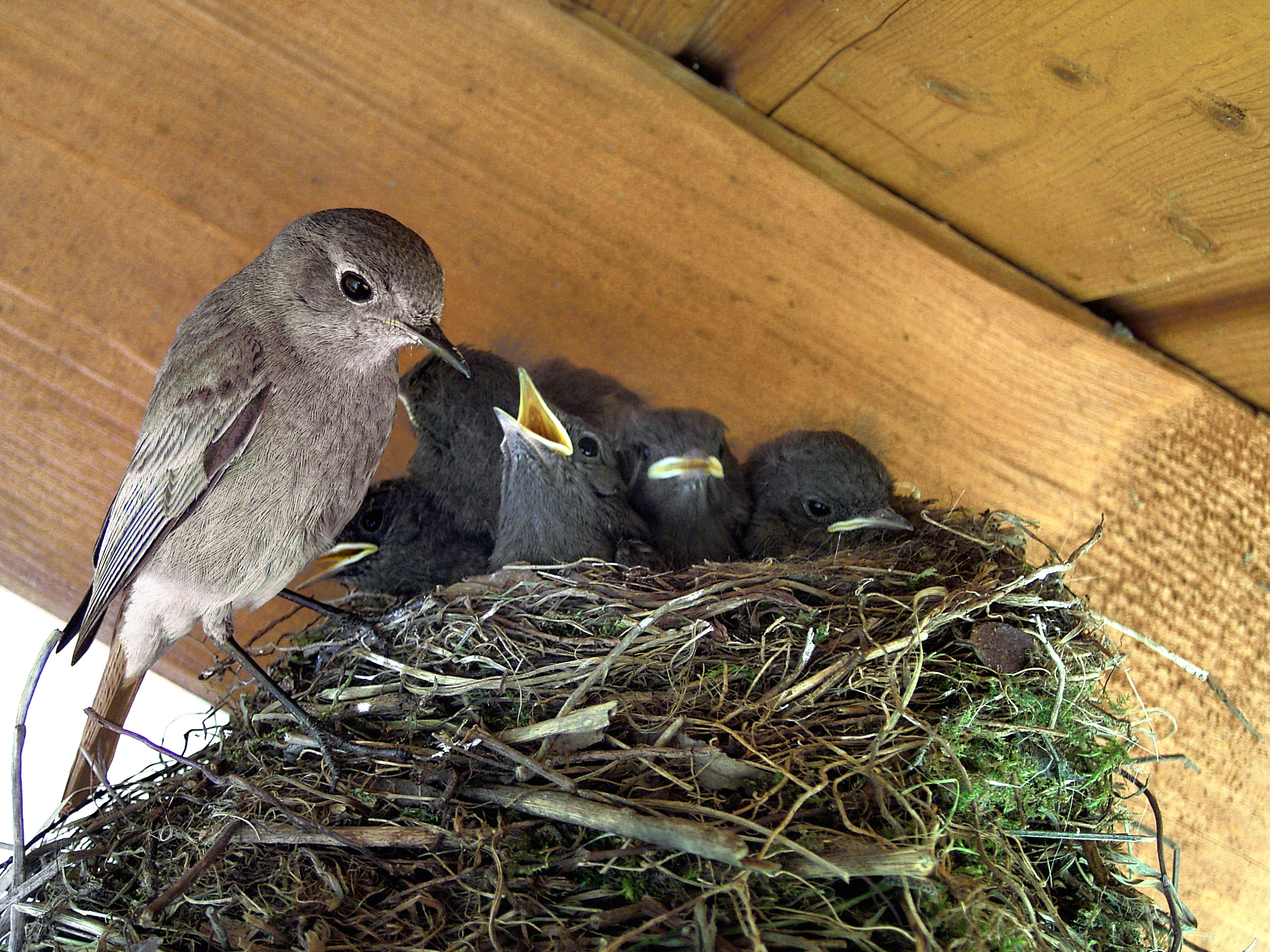
Fütterung der Jungvögel durch das Weibchen

Die spitzovalen Eier sind reinweiß, nur selten zart hellblau angehaucht. Im Mittel messen sie ungefähr 20 × 15 Millimeter und wiegen etwas über zwei Gramm. Wie bei den meisten Singvögeln findet die Eiablage vorwiegend in den frühen Morgenstunden statt, jeweils mit einem Tag Abstand. Das durchschnittliche Vollgelege enthält fünf Eier. Die Gelegegröße zeigt in Europa nur geringe saisonale, geografische und höhenabhängige Variation. Am zweithäufigsten sind Vierergelege, Sechsergelege sind seltener, aber noch normal.
Das Weibchen beginnt nach der Ablage des letzten Eies oder in der vorausgehenden Nacht mit der Bebrütung. Die Brutdauer beträgt in Mitteleuropa 12 bis 17, im Mittel 14 Tage. Eine Brutbeteiligung des Männchens kommt nur in Ausnahmefällen in vernachlässigbarem Umfang vor.

### Entwicklung der Jungen
Die Jungvögel schlüpfen weitgehend synchron, oft innerhalb weniger Stunden. Die Eischalen werden unmittelbar nach dem Schlupf ausgetragen, der Kot wird in den ersten Tagen gefressen und die Nestlinge werden vom Weibchen gehudert. Später werden die Kotballen der Jungen in erheblicher Entfernung vom Nest abgelegt, dieser beträchtliche energetische Aufwand wird als Abwehrstrategie gegen Nesträuber gedeutet.

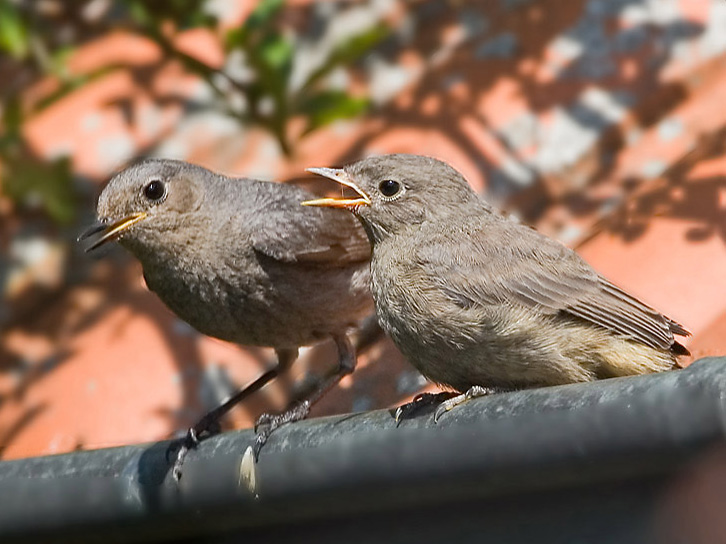
Frisch ausgeflogener Jungvogel (rechts) mit Mutter

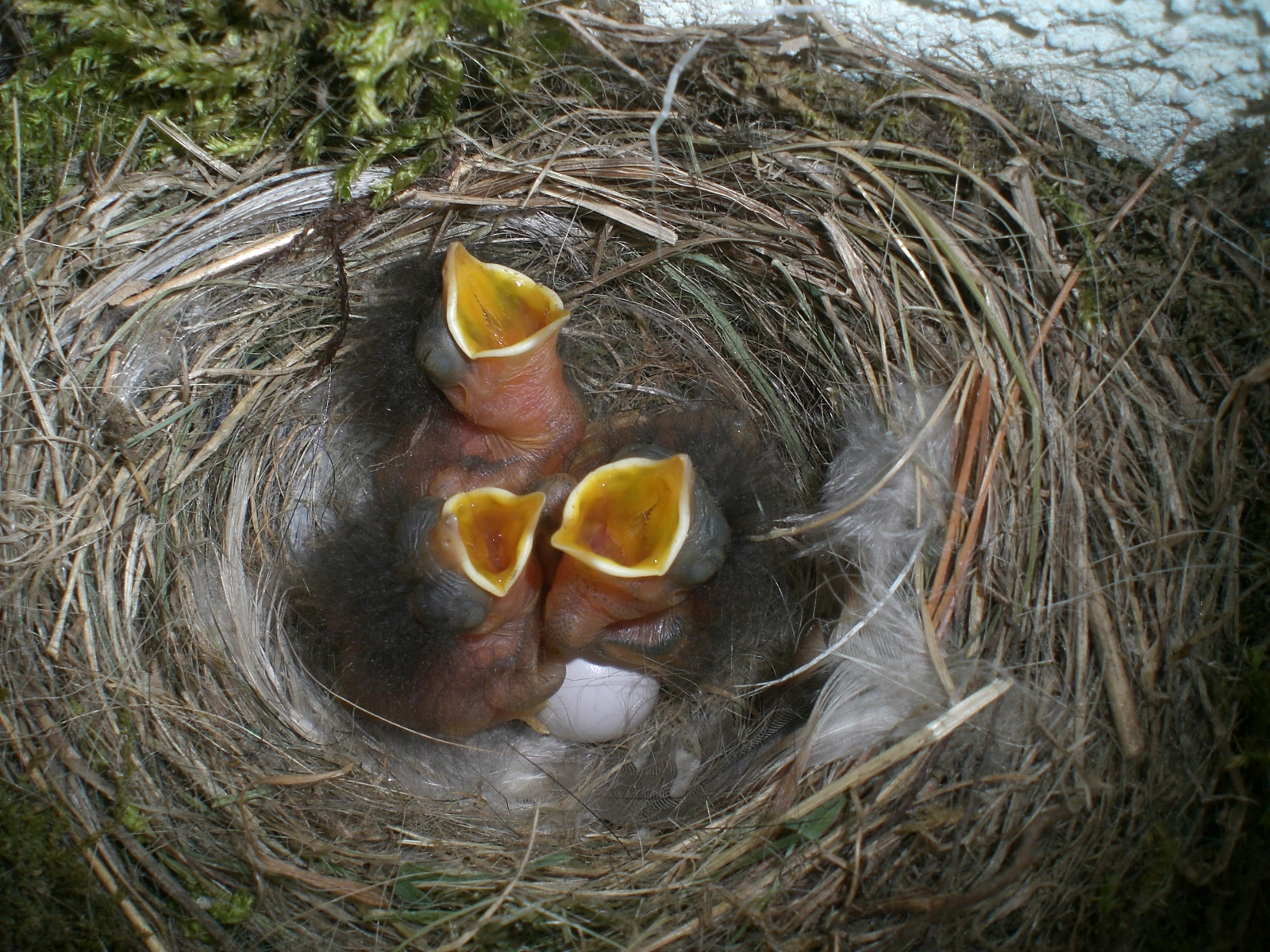
Sperrende Nestlinge

Die Nestlingszeit dauert zwischen 12 und 19 Tagen, im Regelfall verbleiben die Jungvögel 15 bis 17 Tage im Nest. Frisch geschlüpfte Junge wiegen ungefähr 1,5 Gramm und können das Geburtsgewicht in etwa 10 Tagen verzehnfachen. Ab dem elften Lebenstag sind junge Hausrotschwänze weitgehend befiedert.
Beide Geschlechter beteiligen sich an der Fütterung, Weibchen füttern regelmäßiger und etwas häufiger als Männchen, letztere übergeben einen Teil der Beute an das Weibchen und bringen größere Beutestücke zum Nest. Beide Elternteile betreuen die Jungen auch nach dem Ausfliegen, meist etwa 10 Tage, in Ausnahmefällen auch bis zu drei Wochen. In Erwartung des Futters sitzen die Flügglinge häufig exponiert in Bodennähe, beispielsweise auf Zäunen – und werden dabei nicht selten von Katzen erbeutet. Die Stummelschwänze der Jungvögel brauchen nach dem Ausfliegen zwei bis drei Wochen, bis sie die den Altvögeln entsprechende Länge erreicht haben.

## Verlustursachen und Lebenserwartung
Die Ei- und Nestlingsverluste sind vergleichsweise gering, da die Nester meist gut geschützt und für Nestfeinde schwer erreichbar sind. Unter normalen Umständen schlüpfen aus 85 bis 90 Prozent der Eier Junge, und 90 bis 95 Prozent der geschlüpften Jungvögel fliegen aus. Totalverluste besonders exponierter Nester wirken sich spürbar auf die Verlustrate aus, im Siedlungsbereich ist mehr als ein Drittel dieser Fälle auf menschliche Störungen zurückzuführen. In Berglagen können Kälteeinbrüche die Nestlingssterblichkeit drastisch erhöhen. Zu weiteren Verlusten kommt es durch Ektoparasiten und durch den Kuckuck, der regelmäßig – vor allem im Alpenraum – seine Eier in Nester des Hausrotschwanzes legt.
Die bedeutendsten Prädatoren für die Altvögel sind der Sperber und mit einigem Abstand die Schleiereule. Auffällig ist, dass Hausrotschwänze im Gegensatz zu anderen Vögeln wie Amseln, Haussperlingen oder Buchfinken im Siedlungsgebiet selten dem Straßenverkehr zum Opfer fallen. Möglicherweise hängt dies mit der Wendigkeit und Reaktionsfähigkeit auf bewegte Objekte zusammen, die für den Hausrotschwanz als Wartenjäger wichtig sind.
Für die Altersstruktur von Hausrotschwanz-Populationen ergeben Beobachtungsdaten und Hochrechnungen übereinstimmend, dass ungefähr die Hälfte der geschlechtsaktiven Vögel einjährig ist. Weitere 40 Prozent sind zwischen einem und drei Jahre alt, nur etwa 3 Prozent sind fünf Jahre und älter. Das bisher bekannte Höchstalter eines freilebenden Hausrotschwanzes beträgt zehn Jahre.

## Bestand und Bestandsentwicklung
| Land        | Anzahl Brutpaare  | Zeitraum  |
| ----------- | ----------------- | --------- |
| Deutschland | 600.000–1.000.000 | 1995–1999 |
| Österreich  | 100.000–200.000   | 1998–2002 |
| Schweiz     | 250.000–500.000   | 1993–1996 |

Der weltweite Bestand der Art wurde für 2012 grob auf 32 bis 58 Millionen geschlechtsreife Individuen geschätzt. Kurzfristige, vor allem witterungsbedingte Schwankungen, sind unbedeutend. In Europa haben die Bestände, trotz zeitweiliger lokaler Bestandsrückgänge – vor allem in Frankreich und England, gegen Ende des 20. Jahrhunderts deutlich zugenommen, in den letzten 10 Jahren (Stand 2019) sind sie stabil. Insofern wird die Art nicht als gefährdet eingestuft.
Im Tiefland und im Siedlungsgebiet Mitteleuropas war der Hausrotschwanz Mitte des 19. Jahrhunderts noch weit seltener als der Gartenrotschwanz, das auch heute noch gültige umgekehrte Verhältnis wurde erstmals Anfang des 20. Jahrhunderts dokumentiert. Auffällig waren die Bestandszunahmen am Ende des Zweiten Weltkriegs in vielen der zerstörten Städte. Die vorübergehenden Bestandseinbußen nach Beseitigung der Trümmerlandschaft konnte der Hausrotschwanz in der Folgezeit wegen der Ausdehnung der überbauten Flächen und der Siedlungsbereiche weitgehend kompensieren.

## Systematik

### Verwandtschaftsbeziehungen der Rotschwänze
Die Rotschwänze wurden mit der Unterfamilie der Schmätzer traditionell der Familie der Drosseln (Turdidae) zugerechnet. Sowohl die Befunde der DNA-Hybridisierung als auch jüngere Ergebnisse der Sequenzierung des mitochondrialen Cytochrome-b-Gens legen allerdings nahe, dass die Schmätzer und damit auch die Rotschwänze näher mit den Fliegenschnäppern (Muscicapidae) als mit den Drosseln verwandt sind.
Innerhalb der Rotschwänze dürfte der tibetische Feldrotschwanz der nächste Verwandte des Hausrotschwanzes sein. Diese Art stimmt mit dem Hausrotschwanz nicht nur im Färbungsmuster weitgehend überein – zumindest mit dessen „ursprünglicheren“ östlichen Rassen. Der Feldrotschwanz hat zudem, als einzige weitere Rotschwanzart, wie der Hausrotschwanz eine verzögerte Gefiederreifung.
Laut im Jahr 2006 durchgeführten molekulargenetischen Untersuchungen gehört der Gartenrotschwanz nicht zu den am nächsten mit dem Hausrotschwanz verwandten Rotschwanzarten, obwohl es in der Kontaktzone nicht selten zu fertilen Hybriden kommt. Es wird vermutet, dass Haus- und Gartenrotschwanz erst durch die neuzeitliche Arealausweitung des Hausrotschwanzes wieder in Kontakt kamen und es so trotz fehlender reproduktiver Isolation hier zur Artaufspaltung kommen konnte.

### Unterarten
Die insgesamt fünf bis sieben anerkannten Unterarten unterscheiden sich hauptsächlich in der Gefiederfärbung der adulten Männchen. Entsprechend morphologischen und molekulargenetischen Befunden werden diese Unterarten in drei Unterartgruppen eingeteilt:

gibraltariensis-Gruppe

Die westlichen Rassen weisen eine graue bis hellgraue Bauchfärbung und einen deutlichen Flügelspiegel auf. Die Aufspaltung dieser Gruppe in die zwei Unterarten erfolgte vermutlich während der letzten Eiszeit.
- Phoenicurus ochruros gibraltariensis (J. F. Gmelin, 1789): Diese Unterart besiedelt Europa und Nordwest-Afrika. Das Aussehen entspricht obiger Beschreibung.
- Phoenicurus ochruros aterrimus (von Jordans, 1923): Die Populationen in Portugal sowie in Zentral- und Südspanien zeigen vor allem an Nacken und Rücken eine intensivere Schwarzfärbung. Die Abgrenzung von P. o. gibraltariensis als eigene Unterart ist allerdings umstritten.

ochruros-Gruppe

Das Aussehen der Populationen in Kleinasien und dem Nahen Osten wandelt sich fließend von Westen, wo die Männchen oberseitig mehr rußschwarz sind und den gibraltariensis-Formen ähneln, nach Osten, wo die Vögel oberseitig eher aschgrau und unterseitig zunehmend rotbraun sind und bereits Ähnlichkeiten mit den ostasiatischen Formen zeigen.
- Phoenicurus ochruros ochruros (S. G. Gmelin, 1774): Die phänotypisch sehr variable Nominatform besiedelt Kleinasien, den Kaukasus und den Nordwesten des Iran, die Vertreter dieser Rasse sind kleiner als P. o. gibraltariensis.
- Phoenicurus ochruros semirufus (Hemprich & Ehrenberg, 1833): Die Männchen dieser Unterart sind unterhalb von Kinn und Brust schwarz und sonst einschließlich der Achselfedern kräftig kastanienbraun sowie oberseits sehr dunkel gefärbt. Diese Rasse besiedelt das Hochland von Syrien, dem Libanon und Israel.

phoenicuroides-Gruppe

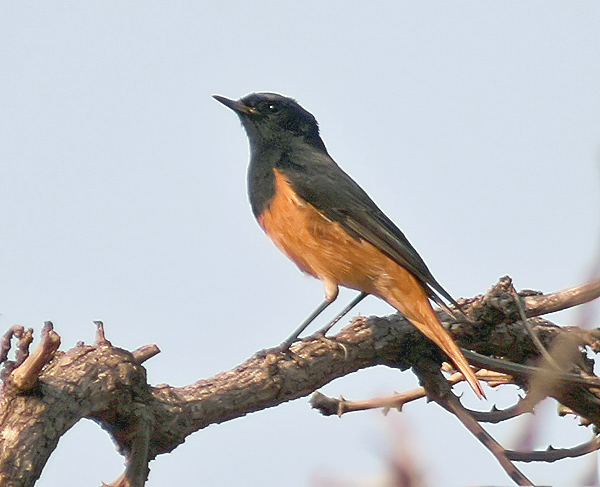
Männlicher Phoenicurus ochruros rufiventris in Bhopal (Indien)

Die Rassen des östlichen Verbreitungsgebiets, die als die ursprünglichen Formen der Art angesehen werden, erinnern mit ihren rotbraun gefärbten Bäuchen und Achselfedern recht stark an Gartenrotschwänze.
- Phoenicurus ochruros phoenicuroides (F. Moore, 1854): Diese Populationen besiedeln Zentralasien und den Westen des Himalaya. Die Vertreter sind kleiner und weisen unterschiedliche Färbungen auf, haben aber stets graue Farbtöne auf dem Oberkopf.
- Phoenicurus ochruros rufiventris (Vieillot, 1818): China, Tibet sowie der zentrale und der östliche Himalaya werden von dieser Unterart besiedelt. Die Vertreter dieser Rasse sind deutlich größer als P. o. phoenicuroides, zudem sind Kopf und Rücken nicht aschgrau, sondern gleichmäßig tiefschwarz gefärbt.
- Phoenicurus ochruros xerophilus (Stegmann, 1928): Die Populationen von Xinjiang und Qinghai unterscheiden sich durch eine blassrötliche Bauchfärbung. Die Abtrennung als eigene Unterart von P. o. rufiventris ist umstritten.

## Hausrotschwanz und Mensch

### Etymologie und Benennung
Wie im Deutschen (Rotschwänze) bezieht sich die Gattungsbezeichnung in vielen Sprachen auf den rötlichen Schwanz der Vögel. Gleiches gilt für die wissenschaftliche Bezeichnung Phoenicurus, die griechischen Ursprungs ist (altgriechisch φοῖνιξ phoinix, deutsch ‚purpur, karminrot‘ und οὐρά oura ‚Schwanz‘). Das Artepitheton verbindet die Endung -uros mit dem griechischen Adjektiv ὠχρός ōchros, das ‚blass‘ bedeutet und ihn vom Gartenrotschwanz (Phoenicurus phoenicurus) abhebt, der einen leuchtenderen Schwanz besitzt.
Im Deutschen wird der Hausrotschwanz auch Hausrötel genannt, daneben haben sich in den etwas mehr als 200 Jahren, die die Art nun in der Nähe des Menschen brütet, einige Namen eingebürgert, die oft nur lokale Bedeutung haben. Dabei wird vielfach nicht zwischen Haus- und Gartenrotschwanz unterschieden. Umgangssprachlich werden beide Arten einfach als Rotschwänzchen bezeichnet, oder vor allem in der Schweiz auch als Rotzigeli, was das Gleiche bedeutet. Insbesondere in Tirol und Bayern gibt es in einigen Abwandlungen die Bezeichnung Brantele, was auf den großen Schwarzanteil des Gefieders zurückzuführen ist, der mit Ruß oder Kohle in Verbindung gebracht wird. Eine weitere ähnlich motivierte Bezeichnung ist Zagelmönch, was so viel bedeutet wie ‚Mönch mit Schwanz‘. Die etwas derben Bezeichnungen Wackelarsch oder Schwappelarsch sind auf das Schwanzzittern zurückzuführen.
Der Hausrotschwanz wurde im Deutschen früher auch als Pechrotschwanz, Hüting oder Brandvogel bezeichnet. In Österreich kam auch die Benennung Husrötel vor.

### Volksglaube
Die Nähe zum Menschen hat der Art auch eine gewisse Bedeutung im Volksglauben eingebracht. Im Schweizer Kanton Bern gilt der Hausrotschwanz als Glücksbringer, andernorts soll er ein Haus vor Feuer schützen – in manchen Gegenden gilt aber auch das genaue Gegenteil. In ländlichen Gebieten hat man dem Hausrotschwanz zudem unterstellt, seine Anwesenheit stünde im Zusammenhang damit, dass Kühe rote Milch gäben. Den wahren Grund kannte man damals nicht – nämlich dass die Milch infolge entzündeter und blutender Milchdrüsen (Mastitis) rötlich wurde.